# Deckeniinae
De Deckeniinae zijn een onderfamilie van krabben (Brachyura) uit de familie Potamonautidae.

## Geslachten
De Deckeniinae omvatten de volgende geslachten:
- Deckenia Hilgendorf, 1869
- Seychellum Ng, Števčić & Pretzmann, 1995